# Bajo el yugo

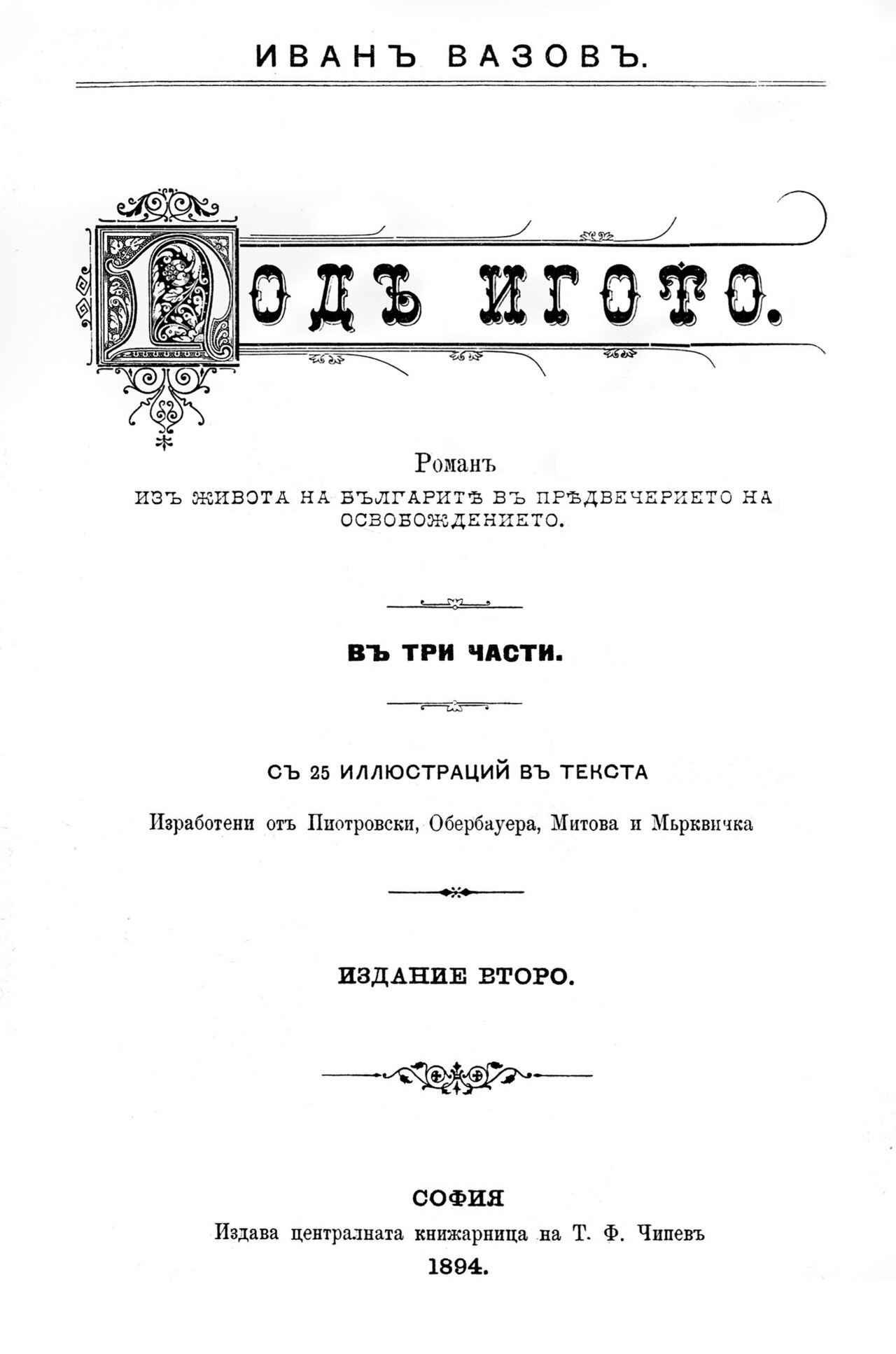
Portada original de la edición búlgara de 1894.

Bajo el yugo (en búlgaro, Под игото, Pod igoto) es una novela del escritor búlgaro Ivan Vazov (en búlgaro, Иван Вазов), que describe los preparativos y la ejecución del Levantamiento de Abril de 1876. Es una de las obras más conocidas y traducidas de la literatura búlgara.

## Contexto histórico
En 1393, el Segundo Imperio Búlgaro, gobernado por Ivan Shishman, cae bajo la dominación turca. En fechas posteriores, el imperio otomano ocupará toda la península balcánica y parte de Europa Central. Durante los siglos de opresión turca, los levantamientos por parte de los búlgaros se repiten con cierta frecuencia (1408, 1598, 1686). Sin embargo, no es hasta mediados del siglo XIX, con el apoyo de Rusia, que estas rebeliones adquieren verdaderas posibilidades de éxito. En 1861, Georgi Sava Rakovski organiza la primera milicia de patriotas búlgaros en Belgrado. En 1873, Vasil Levski, principal exponente del movimiento revolucionario búlgaro, es capturado y ahorcado en Sofía. En 1876 se produce el Levantamiento de Abril (en búlgaro, Априлско въстание, Aprilsko vastanie) que se convierte en el mayor intento hasta la fecha de recuperar la soberanía perdida. Si bien este movimiento fracasa, consigue las simpatías de las sociedades europeas hacia la causa independentista búlgara, y es utilizado por Rusia para justificar su intervención en los conflictos de los Balcanes. Comienza así la Guerra de Liberación de 1877-78, que se saldará con victoria rusa y conducirá a la independencia limitada de Bulgaria en 1878 (la independencia definitiva se producirá en 1908).

## Argumento
Ivan Kralicha, revolucionario búlgaro originario de Vidin (noroeste de Bulgaria), se fuga de la prisión turca de Diarbekir y busca refugio en la pequeña ciudad de Bela Cherkva (centro de Bulgaria). En ella se establece como maestro de escuela bajo el nombre falso de Boicho Ognianov, y entra en contacto con otros patriotas búlgaros de la localidad. Se enamora de la maestra Rada Gospoyina, que siente lo mismo por él. Pronto se convierte en líder del comité revolucionario local, y comienza a trabajar en la preparación de un levantamiento contra los turcos a escala nacional. Al cabo de unos meses, es desenmascarado por su rival y colaborador de la autoridad turca Kiriak Stefchov, y se ve obligado a escapar de nuevo. Herido, encuentra refugio en la aldea de Verigovo. Pasados unos meses, en febrero de 1876, regresa a Bela Cherkva, donde retoma sus actividades clandestinas. El Levantamiento de Abril, que estalla unos días antes de lo previsto, le sorprende en la cercana villa de Klisura. Participa en los combates que se producen en las montañas cercanas a esta población. Tras el fracaso del levantamiento, emprende camino de regreso a Bela Cherkva. Consigue encontrarse con Rada y con su compañero revolucionario Sokolov. Sin embargo, son sitiados por las tropas turcas en un molino en ruinas. Tras caer Rada bajo el fuego turco, y sin capacidad de escapatoria, Sokolov se suicida y Ognianov es abatido por los turcos.

## Estilo
Vazov escribe la novela en Odesa, donde se exilia tras el golpe de Estado de Stefan Stambolov de 1886. A su vuelta a Bulgaria en 1889, la publica dentro de la Colección de obras folclóricas, de ciencia y literatura del Dr. Ivan D. Shishmanov. El hecho de escribir la novela desde la distancia, y de tratar un tema tan simbólico como el de la vida del pueblo búlgaro en la lucha por la independencia, se traducen en un lenguaje adoctrinador que pretende conmover además de narrar. Vazov describe con detalle la sociedad rural búlgara de la época, por medio de un reparto muy amplio donde no faltan los revolucionarios, los colaboracionistas con el régimen turco, los miembros del clero, la gente sencilla que no se atreve a participar en la lucha, etc. Según su propia confesión, muchos de estos personajes los toma directamente de sus recuerdos de juventud (el personaje de Marko Ivanov está supuestamente basado en su propio padre). Lo mismo ocurre con los escenarios, ya que el autor sitúa la acción en diversas poblaciones (Klisura, Karnare, Trojan) muy cercanas a Sopot, su ciudad natal.
Así, Bajo el yugo puede considerarse como una novela que, mediante la glorificación de la lucha contra el invasor extranjero, pretende exaltar el espíritu patriótico entre los miembros de una nación que acaba de conseguir su independencia.
- Datos: Q2668054